# Sindrome di Berdon
La sindrome di Berdon, chiamata anche sindrome da megacisti-microcolon-ipoperistalsi intestinale (in inglese Megacystis microcolon intestinal hypoperistalsis syndrome, da cui l'acronimo MMIHS), è una rara malattia genetica autosomica recessiva che colpisce la vescica, il colon e l'intestino tenue, portando a una grave disfunzione dell'architettura della membrana cellulare del tessuto muscolare liscio e/o del sistema nervoso intestinali.

## Epidemiologia e storia
La sindrome da megacisti-microcolon-ipoperistalsi intestinale fu descritta per la prima volta da Walter Berdon et al. nel 1976, quando fu riscontrata in cinque bambine neonate, di cui due erano sorelle. Tutte le pazienti presentavano una marcata dilatazione della vescica, con un'ostruzione dell'intestino tenue e il restringimento del colon, e alcune di esse manifestavano anche idronefrosi  e un aspetto esterno del ventre cosiddetto "a prugna", a causa dell'atrofia dei  muscoli addominali.
Delle cinque pazienti, le prime due, sorelle, morirono nel periodo postoperatorio prima ancora che si potessero presentare i problemi di ipoperistalsi, due sopravvissero circa sei mesi grazie a un sistema di alimentazione parenterale e di stimolanti peristaltici, e l'ultima morì a 34 mesi di età, sopravvivendo anch'essa grazie all'alimentazione artificiale e a stimolanti peristaltici.
Al 2021 erano noti circa 450 casi in letteratura, con una frequenza maggiore negli individui di sesso femminile che maschile, in un rapporto di 7 a 3.

## Eziologia
La sindrome di Berdon è autosomica recessiva, il che significa che il gene difettoso si trova su un autosoma. Perché la  malattia insorga, è necessario quindi che il nuovo nato erediti da ciascun genitore una copia del gene. I genitori di un individuo affetto da una malattia autosomica recessiva, infatti, portano entrambi una copia del gene difettoso, ma di solito non sono affetti dalla malattia.
È noto che diversi geni sono implicati nell'insorgenza della sindrome di Berdon, questi includono: l'ACTG2, codificante la proteina g-2-actina, presente a livello della muscolatura liscia del tratto enterico, l'LMOD1, codificante la proteina leiomodina 1, l'MYH11, codificante per la catena pesante della miosina II, l'MYLK, codificante per l'enzima chinasi della catena leggera della miosina, e il MYL9, codificante per una catena leggera della miosina.
La gravità dei sintomi della sindrome e le condizioni dei vari organi coinvolti dipendono dalla diverse varianti delle mutazioni dei suddetti geni, che portano di fatto a una grave disfunzione dell'architettura della membrana cellulare del tessuto muscolare liscio e/o del sistema nervoso intestinali.

## Clinica

### Segni e sintomi
La sindrome di Berdon è caratterizzata da un'importante distensione addominale causata dall'estrema dilatazione della vescica - megacisti -, da un colon di diametro significativamente ristretto - microcolon -, da una diminuzione, se non assenza, di  peristalsi intestinale, da una dilatazione dell'intestino tenue e da una dilatazione dei calici e delle pelvi renali - idronefrosi. In accompagnamento a questi sintomi, alcuni pazienti possono manifestare anche intestino corto e malrotazione intestinale. A causa di tutto ciò i pazienti trovano difficoltà sia nella minzione, speriementando quindi una forte ritenzione urinaria, sia nell'evacuazione, e sperimentano frequenti episodi di vomito biliare, di conseguenza essi non possono né urinare né nutrirsi se non artificialmente, ricorrendo al cateterismo urinario e alla nutrizione parenterale totale.  

## Diagnosi
La sindrome di Berdon viene generalmente diagnosticata poco dopo la nascita in base ai segnali e ai sintomi, quali ostruzioni intestinali e assenza di minzione, nonché ai risultati radiologici, come quelli derivanti da un clisma opaco, ed ecografici. A ciò si aggiungono i risultati di un esame istologico che mostrano spesso un'abbondanza di cellule gangliari sia nella parte dilatata dell'intestino, sia in quella ristretta.

### Diagnosi precoce
Secondo alcuni studi, la sindrome di Berdon può essere presa in considerazione come diagnosi quando un'ecografia rivela una megacisti fetale, o un'idronefrosi bilaterale isolata, da cui può precodere lo sviluppo della megacisti, associata a una quantità normale o aumentata di liquido amniotico e a genitali esterni normali, soprattutto nel contesto di un'anamnesi familiare sconveniente. Nel 35% dei casi, infatti, la megacisti (o megavescica) fetale, si trova in associazione con altre anomalie sindromiche/strutturali, di cui una per la sindrome di Berdon.
Uno studio del 2014 che ha preso in esame 50 casi ha riscontrato che la diagnosi prenatale è stata possibile nel 26% dei casi, e che nel 54% dei pazienti con diagnosi prenatale corretta era presente un fratello già affetto da sindrome di Berdon. La megacisti fetale, con o senza idroureteronefrosi, è stata il reperto ecografico iniziale più comune (88%), ed è stata riscontrata più comunemente nel secondo trimestre (70% dei pazienti); il liquido amniotico era normale nel 69% dei casi e sovrabbondante nel 27%.

## Trattamento
La sopravvivenza a lungo termine di pazienti con la sindrome di Berdon richiede solitamente la nutrizione parenterale e il  cateterismo o la deviazione urinari. Nel corso degli anni, grazie alle innovazioni e migliorie apportate a queste pratiche, la speranza di vita nei pazienti è sensibilmente migliorata, tuttavia, in considerazione del fatto che in uno studio del 2011 su 227 bambini affetti dalla sindrome "il sopravvissuto più anziano aveva 24 anni", la prognosi rimane piuttosto sfavorevole, con la maggior parte dei decessi provocata dall'insufficienza multiorgano, dalla malnutrizione e dalla sepsi che può manifestarsi come complicazione.

### Trattamento chirurgico
Il trattamento chirurgico che sembra aver avuto maggior successo è il trapianto multiviscerale, che prevede la sostituzione di stomaco, pancreas, intestino tenue, fegato e intestino crasso e che, data la sua complessità e il suo impatto sul fisico, non può essere eseguito su tutti i pazienti.